# Guy Béart
Guy Béart, nome d’arte di Guy Béhart-Hasson, originariamente scritto Béhar-Hassan (Il Cairo, 16 luglio 1930 – Garches, 16 settembre 2015), è stato un cantante e compositore francese, padre dell’attrice Emmanuelle Béart.

## Biografia
Figlio di David Béhart-Hasson e di Amélia Taral, Guy Béart visse in varie città d'Europa e del Messico, per il lavoro di contabile di suo padre, prima di stabilirsi in Libano, dove seguì la maggior parte dei suoi studi fra i dieci e i diciassette anni, età nella quale ottenne il baccalaureato francese in matematica nel collegio internazionale di Beirut, prima di partire per Parigi.
Iscritto alla Scuola Nazionale di Musica di Parigi, imparò a suonare numerosi strumenti, come il violino e il mandolino. Contemporaneamente seguì i corsi del Lycée Henri-IV, in classi preparatorie per le materie matematica superiore e matematica specialistica. Successivamente si iscrisse alla Scuola Nazionale dei ponti e strade, da cui uscì nel 1952 con un diploma d'ingegnere, iniziando a lavorare nell'ufficio studi dell'impresa Sainrapt et Brice, dove diresse in particolare la costruzione di un ponte a Maxéville (vicino a Nancy) per l'accesso alle cave Solvay.
Guy Béart entrò nel mondo della canzone a partire dal 1954, esibendosi nei cabaret parigini della Rive gauche, tra cui La Colombe di Michel Valette o Les Trois Baudets di Jacques Canetti, che lo scritturò per la sua casa discografica Philips nel 1957, con la quale incise il brano Bal chez Temporel, le cui parole prendevano spunto dal poema Le Tremblay di André Hardellet. Questo primo successo gli fa vincere, nel 1958, il Grand Prix du disque de l'Académie Charles-Cros, a cui faranno seguito numerosi altri, come L'Eau vive e Qu'on est bien (1958), Les Grands Principes (1965), Le Grand Chambardement (1967), La Vérité (1968), divenuti classici del suo repertorio. In seguito registrò due album di canzoni francesi tradizionali, tra cui Vive la rose. Inoltre scrisse per numerosi artisti (Patachou, Zizi Jeanmaire, Juliette Gréco, che cantò Chandernagor e Il n'y a plus d'après).

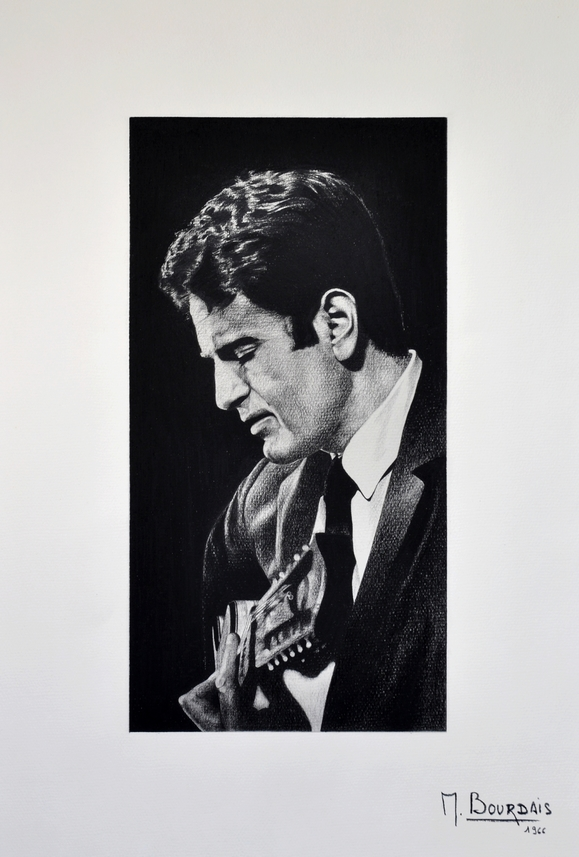
Disegno che rappresenta Guy Béart e diretto da Michel Bourdais nel luglio 1966 durante i programmi televisivi "Bienvenue chez Guy Béart".

Divenuto produttore e presentatore, sul primo canale TV della ORTF, nel suo talk show Bienvenue chez Guy Béart, ospitò a partire dal 1966 numerosi artisti e personalità dell’epoca, fra i quali Duke Ellington e Simon & Garfunkel.
Un cancro lo fece allontanare dalla scena per parecchi anni, tornando poi nel 1986, con Demain je recommence. Nello stesso anno, partecipò al programma Apostrophes dove, discutendo con Serge Gainsbourg sulla questione della canzone come arte maggiore o arte minore, animò un celebre alterco.
L'anno seguente, pubblicò il libro autobiografico L'Espérance folle in cui evocava la propria malattia: grazie a questo ricevette il Premio Balzac.
In piena guerra del Libano, nel giugno 1989, tornò a Beirut sui luoghi della sua infanzia dove si trovò davanti a un campo di macerie. Qui cantò la canzone Liban libre, scritta e composta per l'occasione, partecipando poi a una manifestazione organizzata in Francia in favore della pace.
Nel 1994, fu premiato dall'Académie française, che gli assegnò il Grand Prix per la canzone francese (Médaille de vermeil) per le sue opere.
Nell'agosto del 1998, fu membro del comitato d'onore del Congresso universale di esperanto a Montpellier, essendo lui stesso simpatizzante dell'esperanto. Nel 1999 tornò sulla scena al Teatro Bobino, dove eseguì alcuni concerti, poi pubblicati in un album live, En public.
Nel 2010, dopo quindici anni lontano dagli studi di registrazione, uscì Le Meilleur des choses, con riferimenti ai suoi «anni di vacche magre» durante i quali dovette vendere un appartamento e numerosi mobili. Supportato da una grande promozione che lo vide nello show On n'est pas couché di Laurent Ruquier o nel programma televisivo «Journal de 13 heures» di France 2, l'album si classificò al 60º posto dei Top Album restandovi per dieci settimane, da fine settembre a fine dicembre 2010. La casa discografica ne approfittò per pubblicare, nello stesso tempo, una raccolta comprendente i migliori successi in tre CD.
Il 17 gennaio 2015, Guy Béart diede l'ultimo concerto della sua carriera all'Olympia, con solo tre musicisti al suo fianco, tra cui Roland Romanelli. Lo spettacolo durò quattro ore, arricchito di aneddoti fra un brano e l'altro. Molti invitati entrarono in scena, tra i quali Julien Clerc, che interpretò il brano Vous, e la figlia di Guy, Emmanuelle Béart.
In preda a una crisi cardiaca, Guy Béart cadde in strada il 16 settembre 2015 a Garches (Hauts-de-Seine), senza poter essere rianimato. È sepolto a Garches.

## Vita privata
Il 7 marzo 1959 a Neuilly-sur-Seine Guy Béart sposò Cécile de Bonnefoy du Charmel, appartenente alla nobiltà dell'Impero francese, figlia di Aymar de Bonnefoy, sesto barone di Charmel, e di Paula Faraut. Il 10 luglio dello stesso anno nacque la loro figlia, Ève, che diventerà creatrice di gioielli. Divorziarono nel luglio 1960. Iniziò una relazione con l’attrice ed ex modella Geneviève Galéa; la loro figlia, la futura attrice Emmanuelle Béart, nacque il 14 agosto 1963, a Gassin (Var).

## Discografia

### Album in studio
- 1957 : Guy Béart (1 ou Qu'on est bien)
- 1958 : Volume 2 (ou L'Eau vive)
- 1960 : Volume 3 (ou Printemps sans amour)
- 1963 : Volume 4 (ou Fille d'aujourd'hui)
- 1965 : Qui suis-je ? (ou Les grands principes)
- 1966 : Vive la rose - Les très vieilles chansons de France
- 1968 : La Vérité
- 1968 : V'là l'joli vent - Les nouvelles très vieilles chansons de France
- 1969 : La Fenêtre
- 1971 : L'Espérance folle
- 1973 : Couleurs du temps
- 1975 : Il fait beau à Paris (compilation avec inédits)
- 1976 : Chansons de notre temps et d'espérance
- 1977 : Futur- Fiction- Fantastique (compilation avec inédits)
- 1978 : Les Nouvelles Chansons
- 1981 : Le beau miroir
- 1982 : Porte-bonheur - Les chansons gaies des belles années
- 1986 : Demain je recommence
- 1995 : Il est temps
- 2010 : Le Meilleur des choses

### Album dal vivo
- 1974 : À l'université (doppio LP)
- 1977 : À la Comédie des Champs-Élysées (triplo LP)
- 1999 : En public (doppio CD)

### Raccolte
- 2010 : Best of (triplo CD)

### Lista delle canzoni
- À Amsterdam (1976)
- À côté (1971)
- À la claire fontaine (1968)
- Ah ! quelle journée (1974)
- Allô... tu m'entends (1965)
- Alphabet (1963)
- Anachroniques (1967)
- Amour passant (2010)
- Années-lumière (1967)
- Assez (1978)
- Au bout du chemin (1962)
- Aux marches du palais (1966)
- Bagatelle-Puteaux (1975)
- Bal chez Temporel (1958)
- Battez-les (1960)
- Belle harmonie (1976)
- Bête à rêver (1971)
- Blanche biche (1968)
- Bonne année bonne chance (avec Dominique Dimey, 1980)
- Brave marin (1966)
- C'est après que ça se passe (1973)
- Ça n'va guère (1968)
- Ça pourra s'arranger (2010)
- Ça qu'est bien (2010)
- Caroline (1982)
- Carthagène (1964)
- Ce n'est pas parce que (1969)
- Cercueil à roulettes (1965)
- Ceux qui s'aiment (1972)
- Chahut-bahut (1969)
- Chandernagor (1958)
- Chanson pour ma vieille (1958)
- Cinéma (1963)
- Combien je t'aime (1981)
- Comme les autres font (1968)
- Contrebandier du ciel
- Couleurs (1968)
- Da roghi
- Dans les journaux (1963)
- Dans regrettable (1958)
- De la lune qui se souvient ? (1965)
- Demain je recommence (1986)
- Disparaît (1995)
- Dominique (1986)
- Douce (1963)
- Émile s'en fout (1986)
- En baignoire (1960)
- En marchant (1969)
- En marge (1971)
- En revenant de la revue
- Encore un été (1963)
- Entre chien et loup (1969)
- Entre-temps ramait d'Aboville (1992)
- Escalier B (1969)
- Et moi je m'enfoui-foui (1966)
- Et puisqu'en tout cas on est malheureux (1965)
- Étoiles, garde-à-vous (1968)
- Feuille vole (1965)
- Fille d'aujourd'hui (1963)
- Flani-flânons (1971)
- Fleur d'épines (1968)
- Frantz (avec Marie Laforêt, 1964)
- Gentils vieillards (1973)
- Grenades grenades (1960)
- Grenouille de l'étang (1960)
- Havane (1975)
- Hôtel Dieu (1968)
- Idéologie (1978)
- Il est temps (1995)
- Il fait beau à Paris (1975)
- Il fait toujours beau quelque part (1967)
- Il faut avoir été (2010)
- Il n'y a plus d'après (1960)
- Il ne faut pas beaucoup (1995)
- Il y a plus d'un an (1958)
- Il y a si longtemps que je rôde (1965)
- J'ai mis (1969)
- J'ai retrouvé le pont du nord (1969)
- J'erre, j'erre (1976)
- Je connais une blonde (1982)
- Je me suis engagé (1968)
- Je ne sais jamais dire non (1962)
- Je vais au Burkina Faso (2010)
- Julie (1976)
- L'agent double (1958)
- L'alouette (1978)
- L'amour de moy (1966)
- L'âne (1958)
- L'autoroute en bois (1973)
- L'avenir c'était plus beau hier (1977)
- L'eau vive (1958)
- L'espérance folle (1971)
- L'histoire sans histoire (1973)
- L'ile aux jaloux (1995)
- L'insouciance des jours (1965)
- L'obélisque (1958)
- L'oxygène (1958)
- La Baya (1982)
- La belle au jardin (1968)
- La bohème (1968)
- La bombe à neu-neu (1978)
- La brave fille (1974)
- La bureaucrate (1978)
- La chabraque (1960, parole di Marcel Aymé)
- La chaloupe à l'eau (1966)
- La dame au p'tit chien (1965)
- La danse du temps (1978)
- La fenêtre (1969)
- La fille aux yeux mauves (1971)
- La gambille (1975)
- La grève du rêve (1981)
- La guerre va chanter (1986)
- La Lune est verte (1969)
- La maison tranquille (1971)
- La Matchiche (1982)
- La même éthique (1976)
- La télé (1965)
- La tour de Babel (1992)
- La valse brune (1982)
- La Vénus mathématique (1969)
- La vérité (1968)
- La vie conjugale (con Christiane Canavese, 1964)
- La vie va (1976)
- Laine la blanche (1995)
- Laisse parler le silence (1980)
- Laura (1958)
- Le beau miroir (1981)
- Le bienfait perdu (1986)
- Le bon Zeus (1986)
- Le chapeau (1958)
- Le cœur en miettes (1973)
- Le conscrit du Languedoc (1966)
- Le fils du renard (1968)
- Le grand chambardement (1968)
- Le groupe (1971)
- Le jardin d'Elvire (1960, parole di Marcel Aymé)
- Le mariage (1961)
- Le matin, je m'éveille en chantant (1960)
- Le meilleur des choses (2010)
- Le messie (1976)
- Le miracle vient de partout (1976)
- Le monsieur et le jeune homme (1963)
- Le mur de ma vie privée (1995)
- Le petit veuf (1973)
- Le pont de Nantes (1966)
- Le prince fainéant (1967, parole di Victor Hugo)
- Le quidam (1958)
- Le rendez-vous (1964)
- Le roi a fait battre tambour (1966)
- Le sesque (1973)
- Le sort des matelots (1966)
- Le terrien (1958)
- Le train pour avant-hier (1969)
- Le trou dans le seau (con Dominique Grange, 1965)
- Le voyageur de rayons (1968)
- Les amours tranquilles (2010)
- Les bras d'Antoine (1962)
- Les collines d'acier (1968)
- Les couleurs du temps (1973)
- Les éléphants (1958)
- Les enfants de bourgeois (1976)
- Les enfants sages (1960)
- Les enfants sur la Lune (1968)
- Les fleurs de mon jardin (1971)
- Les grands principes (1965)
- Les mots (1986)
- Les parapluies (1981)
- Les pas réunis (1960)
- Les pouvoirs (1981)
- Les prénoms jolis (1995)
- Les proverbes d'aujourd'hui (1973)
- Les souliers (1965)
- Les temps étranges (1963)
- Les temps sont doux (1973)
- Les tristes noces (1966)
- Liban libre libre Liban (1989)
- Lo papel (1973)
- Lune ma banlieue (1971)
- Ma mère je le veux (1968)
- Magazines (1963)
- Mandrin (1968)
- Moitié toi moitié moi (1958)
- Mon amour mon amour (1981)
- Mon Paris (1982)
- Mou doux flou (1981)
- Mourir en vacances (1978)
- Ne tirez pas le diable (1960, parole di Marcel Aymé)
- Ô Jéhovah (1986)
- On ne manque de rien (1971)
- Où sont maintenant ? (1986)
- Où vais-je ? (1978)
- Paix à la guerre (2010)
- Paris au mois d'août (1970)
- Parlez-moi d'moi (con Jeanne Moreau, 1980)
- Parodie (1973)
- Pierrot la tendresse (1960)
- Pique sur tes ficelles (2010)
- Pleure Paule pleure (1981)
- Plus jamais (1962)
- Porte-bonheur (1982)
- Poste restante (1958)
- Printemps sans amour (1960)
- Qu'il est dur d'aimer (1995)
- Qu'on est bien (1958)
- Quand au temple' (1966)
- Quand les lilas refleuriront (1982)
- Quand on aime, on a toujours raison (1969)
- Quand un homme (1962, duetto con Christiane Canavese)
- Que diable (1978)
- Que j'aime (1971)
- Qui est con ? (1995)
- Qui suis-je ? (1965)
- Retrouver l'aventure (1995)
- Rotatives (1968)
- Sac à malices (1960, duetto con Christiane Canavese))
- Saute au paf (1975)
- Seigneurs du vent (1995)
- Seine, va (1964)
- Sérénade à madame (1958)
- Ses meilleurs amis (1986)
- Si je t'ai jetée (2010)
- Si la France (1981)
- Stances à Cassandre
- Suez (1963)
- Tant de sueur humaine (1967)
- Télé Attila (2010)
- Téléphonez-moi quand même (2010)
- Tiens tiens (1971)
- Totole (1970)
- Tourbillonnaire (1976)
- Tout comme avant (1968)
- Tout finit à St-Tropez (1965)
- Trouilletulaire (1981)
- Un enfant écrit (1964)
- Une autre que toi (1978)
- V'la l'joli vent (1968)
- Vieille misère (1978)
- Viens poupoule (1982)
- Vive la rose (1966)
- Vous (1958)
- Y a pas papa (1995)